# IC 1480
IC 1480 — галактика типу *2 (подвійна зірка) у сузір'ї Пегас.
Цей об'єкт міститься в оригінальній редакції індексного каталогу.